# Peter Läng
Peter Läng (ur. 16 kwietnia 1986 w Zurychu) – piłkarz grający w reprezentacji Tajlandii, występujący na pozycji obrońcy. Od 2013 roku jest piłkarzem FC Bazenheid.